# Radialislähmung
Eine Radialislähmung (Syn. Radialisparese) bezeichnet eine Schädigung des Nervus radialis. Sie tritt vor allem durch eine Beschädigung des Nerven im Radialiskanal des Oberarms auf, wo er direkt dem Oberarmknochen anliegt. Häufige Ursachen sind Frakturen des Oberarmknochens, langes Liegen auf der Seite mit Druck auf den Oberarm (etwa bei einer Narkose oder beim Schlafen auf einer Parkbank („Parkbanklähmung“, siehe auch Neurapraxie)), Krücken (Achselstützen, „amerikanische Krücke“) oder chronische Bleivergiftung.

## Klinisches Bild

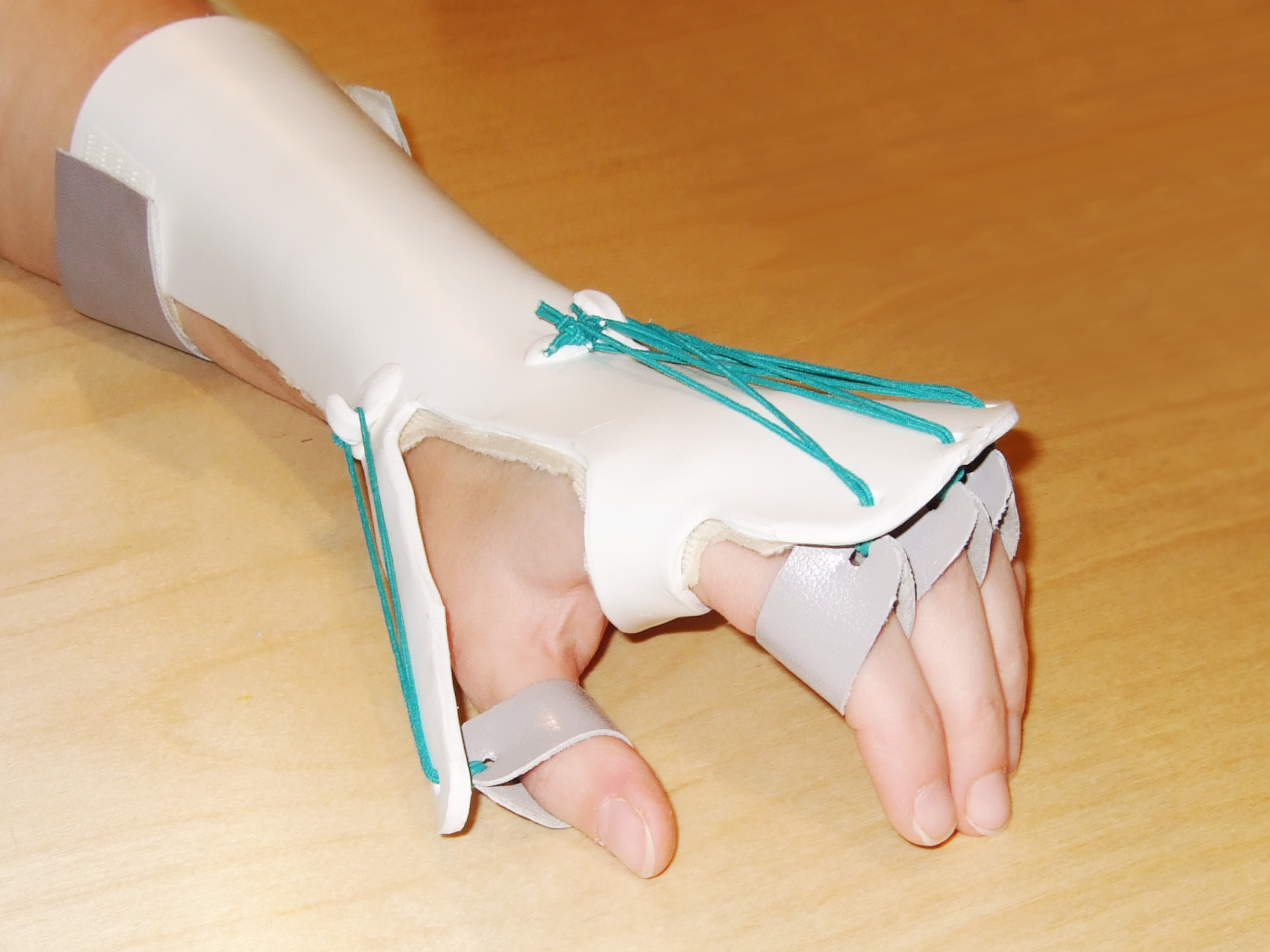
Funktionsschiene zur Streckung der Hand- und Fingergelenke der Fallhand

In diesem Fall kommt es zur Lähmung der Handgelenksstrecker und der Strecker der Finger- bzw. bei Tieren Vorderzehengelenke. Durch den relativ höheren Tonus der intakten Beugemuskeln sind die Finger gebeugt und ebenso das Karpalgelenk (Handgelenk). Dies wird beim Menschen als Fallhand oder Kusshand (ähnelt der Haltung beim Handkuss) bezeichnet, bei Tieren als „Überköten“.
Liegt die Schädigung weiter proximal (schultergelenksnah), kommt es zusätzlich zu einer Lähmung des Triceps, und das Ellbogengelenk kann nicht mehr gestreckt werden. Gleichzeitig kommt es zu einem Verlust der Sensibilität in den versorgten Hautgebieten.
Eine direkt im Anschluss an eine Operation im Bereich des Armes auftretende „Fallhand“ ist kein zwingender Hinweis auf die versehentliche Durchtrennung des Nerven, häufiger liegt ein vorübergehender Funktionsverlust durch Quetschung/Zerrung des Nerven vor, der in einem Zeitraum von etwa drei Monaten ohne weitere Behandlung ausheilen kann. Durch spezielle neurologische Untersuchungsmethoden, beispielsweise mittels Elektromyographie, können Umfang und Prognose der Schädigung frühzeitig erkannt werden.

## Therapie
Ist der Nerv definitiv durchtrennt, besteht die Möglichkeit, die Funktion durch direkte Nervennaht oder durch ein autologes Transplantat wiederherzustellen. Hierzu wird ein Nerv an einer anderen Stelle des Körpers entnommen (beispielsweise der Nervus suralis aus der Wade) und die Durchtrennung damit überbrückt. Alternativ können durch sogenannte Radialisersatzplastiken die Sehnen funktionierender Muskeln vom beugeseitigen Unterarm auf die Streckseite umgelagert werden und so die Handgelenk-, Finger- und Daumenstreckung wiederhergestellt werden. 